# East End Stadium
Das East End Stadium ist ein Fußballstadion in Parham Town, im Bezirk East End der Britischen Jungferninseln, Karibik. Es bietet Platz für bis zu 1000 Zuschauer.

## Geschichte
Derzeit (Stand 7. Juni 2024) dient das Stadion hauptsächlich als Austragungsort für die Teams der BVIFA National Football League. Nachdem ein Hurrikan die Insel heimgesucht hatte, begann am 11. Januar 2019 die Renovierung der Anlage vom British Virgin Islands Football Association in Zusammenarbeit mit der FIFA. Es wird eine neue Tribüne errichtet, wodurch die Sportstätte voraussichtlich über 2500 Sitzplätze verfügen wird. Zusätzlich wird eine sechsspurige Leichtathletikanlage mit 400-Meter-Kunststoffbahn, Netball- und Volleyballplätze und ein Parkplatz für bis zu 200 Autos gebaut. Der für den Sport zuständige Minister, Natalio Wheatley, sagte gegenüber BVI News, dass das Projekt voraussichtlich bis 2021 abgeschlossen sein wird. Im August 2022 waren die Arbeiten in der Endphase. Man wartete auf weitere finanzielle Mittel der FIFA, um die Bauarbeiten abschließen zu können.